# Tottenham Hale (stanice metra v Londýně)
Tottenham Hale je přestupní vlaková stanice a stanice metra v Londýně, otevřená 15. září 1840 jako Tottenham. Nachází se na lince:
- Victoria Line – metro zpřístupněno od roku 1968 (mezi stanicemi Seven Sisters a Blackhorse Road)
- National Rail
- Crossrail

Ve stanici zastavují vlaky Stansted Express spojující Londýn s letištěm Stansted.
| Rok  | Počet cestujících |
| ---- | ----------------- |
| 2011 | 8,86 mil.         |
| 2012 | 9,80 mil.         |
| 2013 | 10,32 mil.        |
| 2014 | 11,91 mil.        |